# 吉田賢抗
吉田 賢抗（よしだ けんこう、1900年〈明治33年〉5月10日 - 1995年〈平成7年〉4月28日）は、日本の漢文学者。学位は、文学博士（東洋大学・論文博士・1961年）（学位論文「北宋における心性論の研究 契嵩と王安石を中心として」）。東北大学名誉教授。

## 人物
愛知県名古屋市生まれ。第八高等学校卒、東京帝国大学文学部支那哲学科卒。
松本高等学校教授、第二高等学校教授、戦後東北大学教養部教授、1961年「北宋における心性論の研究 契嵩と王安石を中心として」で東洋大学文学博士。
1964年東北大を定年退官、名誉教授、東北工業大学教授、名誉教授、桜美林大学教授。

## 著作
- 『支那思想史概説』明治書院 1943
- 『中国思想史』明治書院 1947
- 『漢文の整理 大学受験本位』旺文社 1953
- 『孟子 漢文学習叢書』旺文社 1954
- 『漢文の解釈 入門から完成まで』明治書院 1958
- 『新釈漢文大系 1 論語』明治書院 1960、改訂1984
- 『論語のことば 人間主義の人生観』中国の知恵 黎明書房 1965
- 『明解論語』明治書院 1967
- 『新釈漢文大系 38-39 史記（本紀）』明治書院 1973
- 『新釈漢文大系 85-87 史記（世家）』明治書院 1977-82
- 『古語名言　現代を斬る』宝文堂出版 1984
- 『新釈漢文大系 41 史記四（八書）』明治書院 1995
- 『新書漢文大系 論語』加藤道理編 明治書院 1996、新版2002 - 以下は新書判での抜粋版
- 『新書漢文大系 史記<本紀>』瀧康秀編 明治書院  2003
- 『新書漢文大系 史記<世家>』全2巻、瀧康秀編 明治書院 2006

### 編・共編
- 『経子精粋』編 明治書院 1954
- 『新釈漢和辞典』編 明治書院 1969
- 『詩文精粋』星川清孝共編 明治書院 1950、新版1991
- 『古文真宝新鈔』星川清孝共編 明治書院 1956、訂正版1990

## 論文
- Cinii